# Siegfried Borris
Siegfried Borris (* 4. November 1906 in Berlin als Siegfried Jakob Borris Zuckermann; † 23. August 1987 ebenda) war ein deutscher Komponist, Musikwissenschaftler und Musikpädagoge.

## Leben

### Jahre der Ausbildung und erste Dozentur
Borris wurde am 4. November 1906 als Sohn des Volkswirts Salomo Zuckermann und dessen Frau Martha, einer Lehrerin, in Berlin geboren. Sein Vater war 1905 anlässlich der Hochzeit mit Borris’ evangelischer Mutter vom Juden- zum Christentum konvertiert. Borris studierte zunächst ebenfalls Nationalökonomie, wandte sich aber 1927 einem Musik- und Kompositionsstudium bei Paul Hindemith zu. Ab 1929 studierte er zusätzlich Musikwissenschaft an der Friedrich-Wilhelm-Universität und wurde 1933 als akademischer Schüler von Arnold Schering promoviert.
Schon 1929 arbeitete er als Dozent an der damaligen Staatlichen Akademischen Hochschule für Musik in Berlin. Nach der Machtübergabe an Adolf Hitler 1933 wurde er jedoch auf Betreiben des Kampfbundes für deutsche Kultur aus der Hochschule ausgeschlossen und arbeitslos. Danach durfte er nur noch als Privatmusiklehrer tätig sein und mit Inkrafttreten der Rassengesetze 1935 verlor Borris auch wieder die Deutsche Staatsangehörigkeit, die ihm seines russischstämmigen Vaters wegen erst 1925 zuerkannt worden war. Er blieb in der Folge bis 1950 Staatenloser.

### Nach 1945
Erst 12 Jahre später, 1945, konnte er an die Hochschule zurückkehren, übernahm dort eine Professur sowie den Aufbau und die Leitung des Lehrerseminars. Sein Interesse galt der Schulmusik, dem Musikernachwuchs und der Popularisierung der Neuen Musik. So komponierte er etwa Schul- und Märchenopern und schrieb Rundfunksendungen, in denen er neuzeitliche Werke popularisierte. Den damaligen Sender Freies Berlin beriet Borris in Programmfragen als Mitglied des Programmbeirates. Lange Jahre war er Präsident des Verbandes Deutscher Musikerzieher und konzertierender Künstler sowie, bis 1976, Mitglied und Präsident des Deutschen Musikrates und Vorsitzender des „Institutes für Neue Musik und Musikerziehung“ in Darmstadt. Ebenfalls war er in leitender Position in der „Arbeitsgemeinschaft Musikerziehung und Musikpflege“ tätig.

## Kompositorisches Werk
Als Komponist schrieb Siegfried Borris fünf Symphonien, Suiten und Divertimenti, Konzerte für Cembalo und Flöte, Orgelmusik und Kantaten. Auch einige Werke für Zupforchester stammen von Borris. Der Schwerpunkt seines kompositorischen Schaffens lag jedoch auf dem Gebiet der Jugendoper und der Spielmusiken aller Art, wie etwa für das Akkordeon. Neben seinen Kompositionen veröffentlichte Siegfried Borris auch zahlreiche musiktheoretische Schriften.

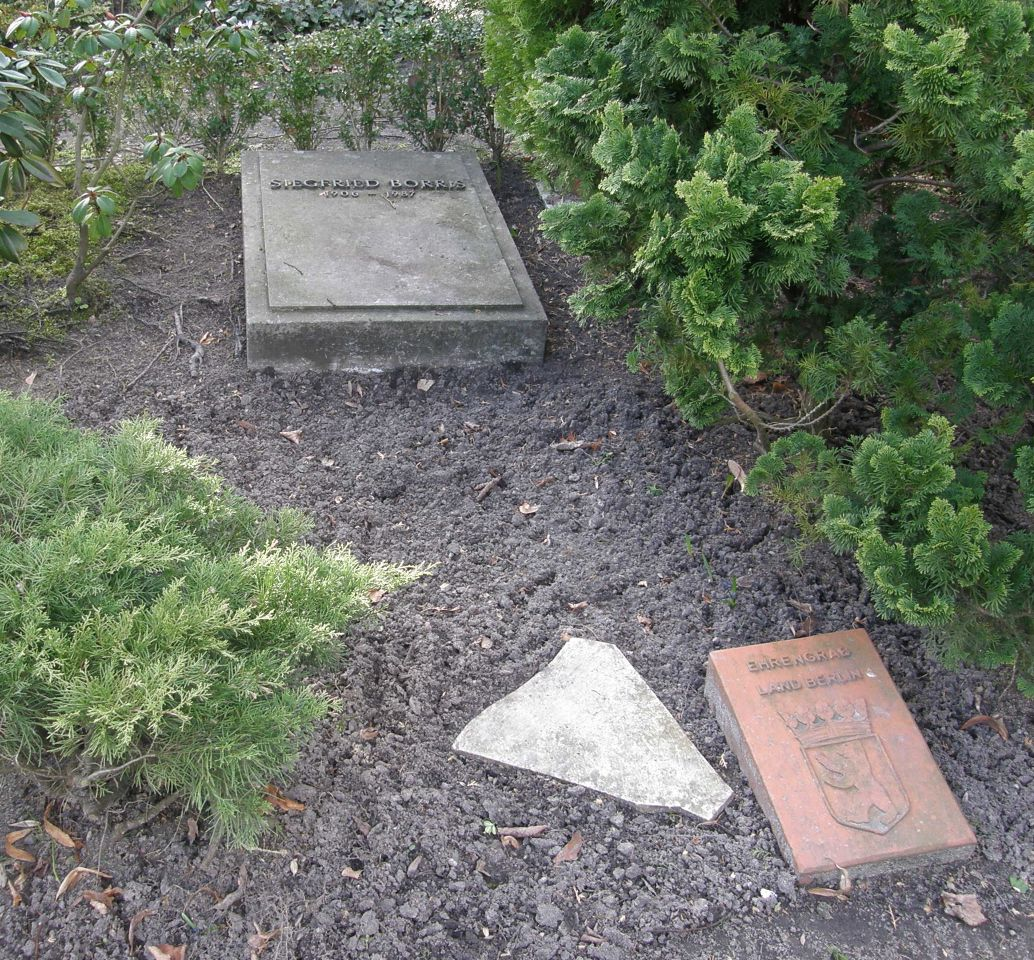
Ehrengrab von Siegfried Borris auf dem Berliner Friedhof Dahlem

## Ehrungen
- 1972: Verdienstkreuz 1. Klasse der Bundesrepublik Deutschland
- 1986: Großes Verdienstkreuz der Bundesrepublik Deutschland
- Im Jahre 1981 wurde Siegfried Borris mit der Ernst-Reuter-Plakette der Stadt Berlin geehrt.
- Siegfried Borris wurde auf dem Friedhof Dahlem zur Ruhe gebettet. Sein Grab war bis zum Jahr 2014 als Ehrengrab in Berlin gewidmet.

## Werke (Auswahl)

### Kompositionen
- Kammermusik für fast alle Instrumente und Instrumentenkombinationen
- 8 Studien für Akkordeon
- Allegretto für Akkordeon
- Allegro moderato für Akkordeon
- Sonatine für Violine und Akkordeon
- Kleine Abendmusik für Zupforchester
- Aufzug=Frühlingsgesellen für Zupforchester
- Symphonie Nr. 1 h-moll op. 19
- Orchestersuite op. 25
- Symphonie Nr. 3 A-Dur op. 29
- 3 Kleine [sic] Suiten für Klavier op. 31 (1942)
- Lieder und Sätze zum Singen und Spielen op. 38 (1947)
- Concertino für Englisch Horn und Streichorchester op. 48
- Intrada für Akkordeon-Orchester in C-Dur op. 57
- Ländliche Suite – Spielmusik zum "Bruder Singer" für drei Bläser und Streicher
- Symphonie Nr. 4 E-Dur op. 60
- Symphonie Nr. 5 cis-moll op. 61
- Konzert für Gambe, 3 Holzbläser und Streichorchester op. 87
- Villanellen für Flöte, Violine und Violoncello op. 97
- Konzert für Orgel und kleines Orchester op. 110
- Konzert für Orchester in einem Satz op. 112
- Konzert für Sopran Saxophon und Orchester op. 120 (1966)

### Dichtungen
- Herbstaufbruch. Gedichte. Als Manuskript gedruckt. 47 Seiten, o. J.
- Der klingende Kreis. Gedichte. Als Manuskript gedruckt. Berlin 1938
- Weg und Wende. Gedichte. Als Manuskript gedruckt. 1941

### Schriften
- Beiträge zu einer neuen Musikkunde, 1947/1948
- Praktische Harmonielehre, Berlin 1938/1947/1950
- Einführung in die moderne Musik, Halle 1950
- Der Schlüssel zur Musik von heute
- Grundlagen einer musikalischen Umweltkunde
- Kultur als Massenware
- Lob der Musik Das Musikschulwerk Bd. 4, Berlin / Leipzig 1950
- Gute Nacht, liebe Kinder, Berlin 1952 (Kinderliederbuch)
- Methodischer Aufbau einer ganzheitlichen Gehörbildung, in: Musik im Unterricht 47, 1956, 276ff. Ders., Ganzheitliche Hörerziehung, in: dass., 282ff.